# Yobibyte
En yobibyte er 280 byte = 1 208 925 819 614 629 174 706 176 byte = 1.024 zebibyte. Yobibyte Forkortes YiB.